# Radiotelescopio

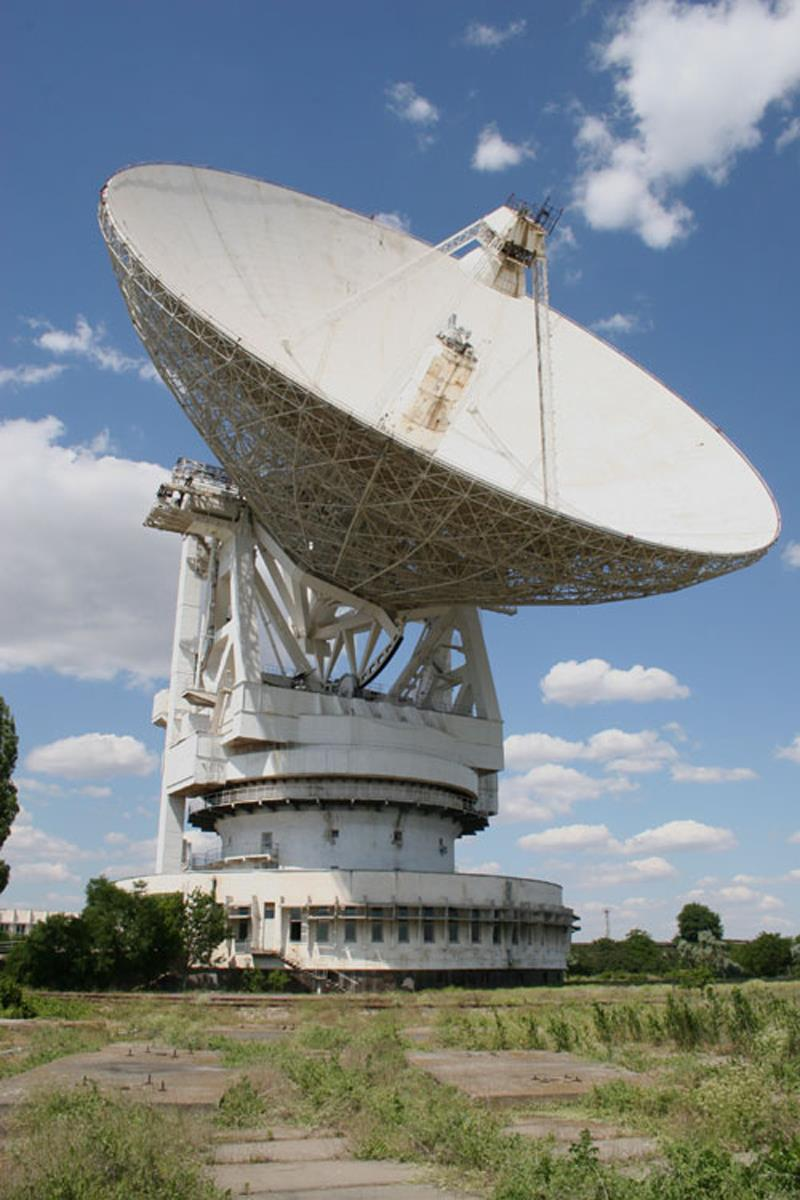
El radiotelescopio Yevpatoria RT-70 en Crimea, Rusia.

Un radiotelescopio es una antena y un receptor de radio especializado que se utiliza para detectar ondas de radio de fuentes de radio astronómicas procedentes del espacio. Los radiotelescopios son el principal instrumento de observación utilizado en la radioastronomía, que estudia la porción de radiofrecuencia del espectro electromagnético emitido por los objetos astronómicos, al igual que los telescopios ópticos son el principal instrumento de observación utilizado en la astronomía óptica tradicional, que estudia la porción de onda de luz del espectro procedente de objetos astronómicos. A diferencia de los telescopios ópticos, los radiotelescopios se pueden utilizar tanto de día como de noche.
Dado que las fuentes de radio astronómicas, como los planetas, las estrellas, las nebulosas y las galaxias, están muy lejos, las ondas de radio que provienen de ellas son extremadamente débiles, por lo que los radiotelescopios requieren antenas muy grandes para recolectar suficiente energía de radio para estudiarlas y equipos de recepción extremadamente sensibles. Los radiotelescopios suelen ser grandes antenas parabólicas similares a las empleadas para rastrear y comunicarse con satélites y sondas espaciales. Pueden usarse individualmente o enlazarse electrónicamente en una matriz. Los observatorios de radio se ubican preferentemente lejos de los principales centros de población para evitar la interferencia electromagnética de las emsiones de radio, televisión, radar y otros dispositivos electrónicos fabricados por el hombre.
Las ondas de radio del espacio fueron detectadas por primera vez por el ingeniero Karl Guthe Jansky en 1932 en los Bell Telephone Laboratories de Holmdel, Nueva Jersey, utilizando una antena construida para estudiar el ruido del receptor de radio. El primer radiotelescopio especialmente diseñado fue un plato parabólico de 9 metros construido por el radioaficionado Grote Reber en su patio trasero en Wheaton, Illinois en 1937. El estudio del cielo que realizó a menudo se considera el comienzo del campo de la radioastronomía.

## Historia
El Gran Telescopio Milimétrico

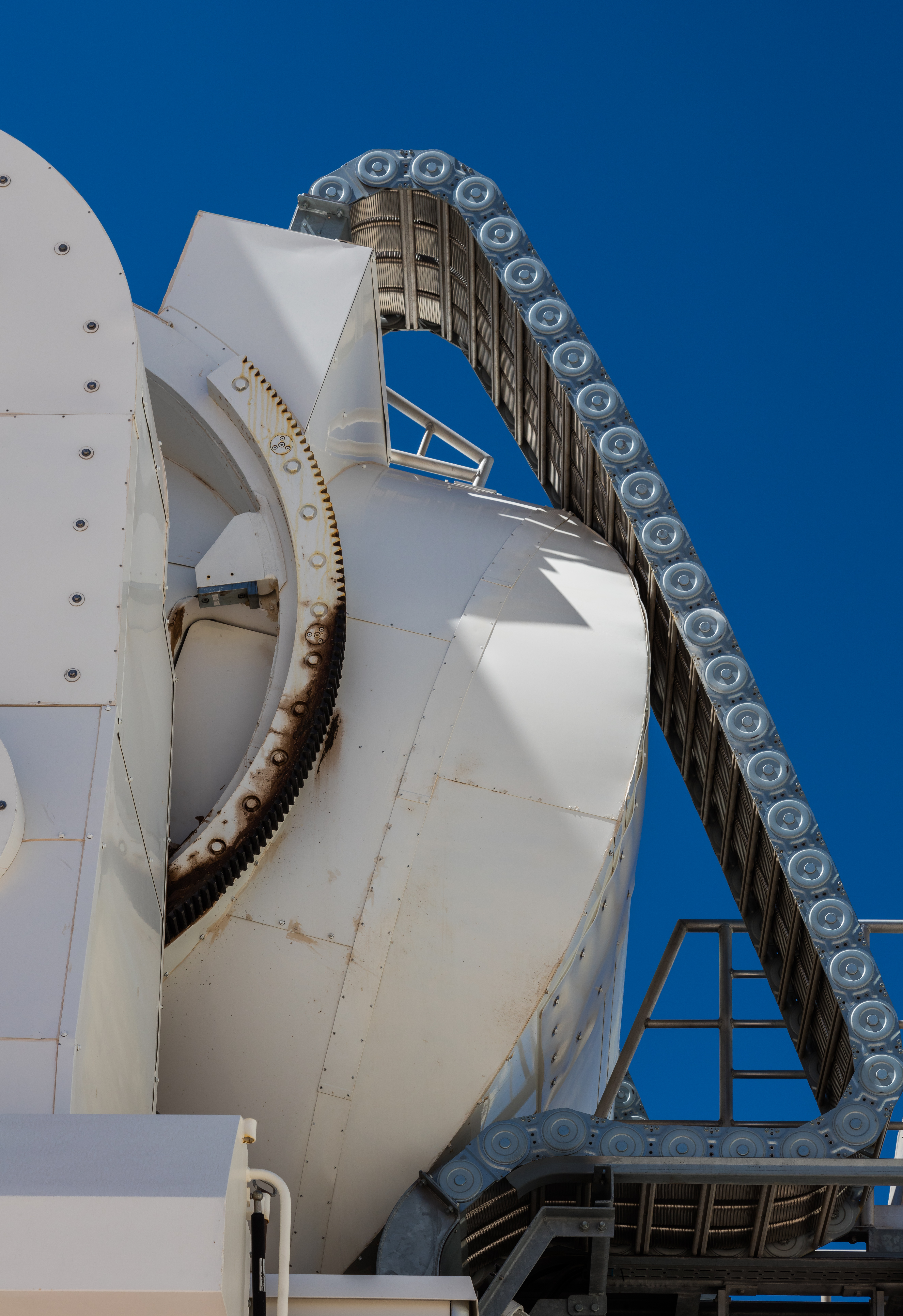
Sistema de rotación de un radiotelescopio

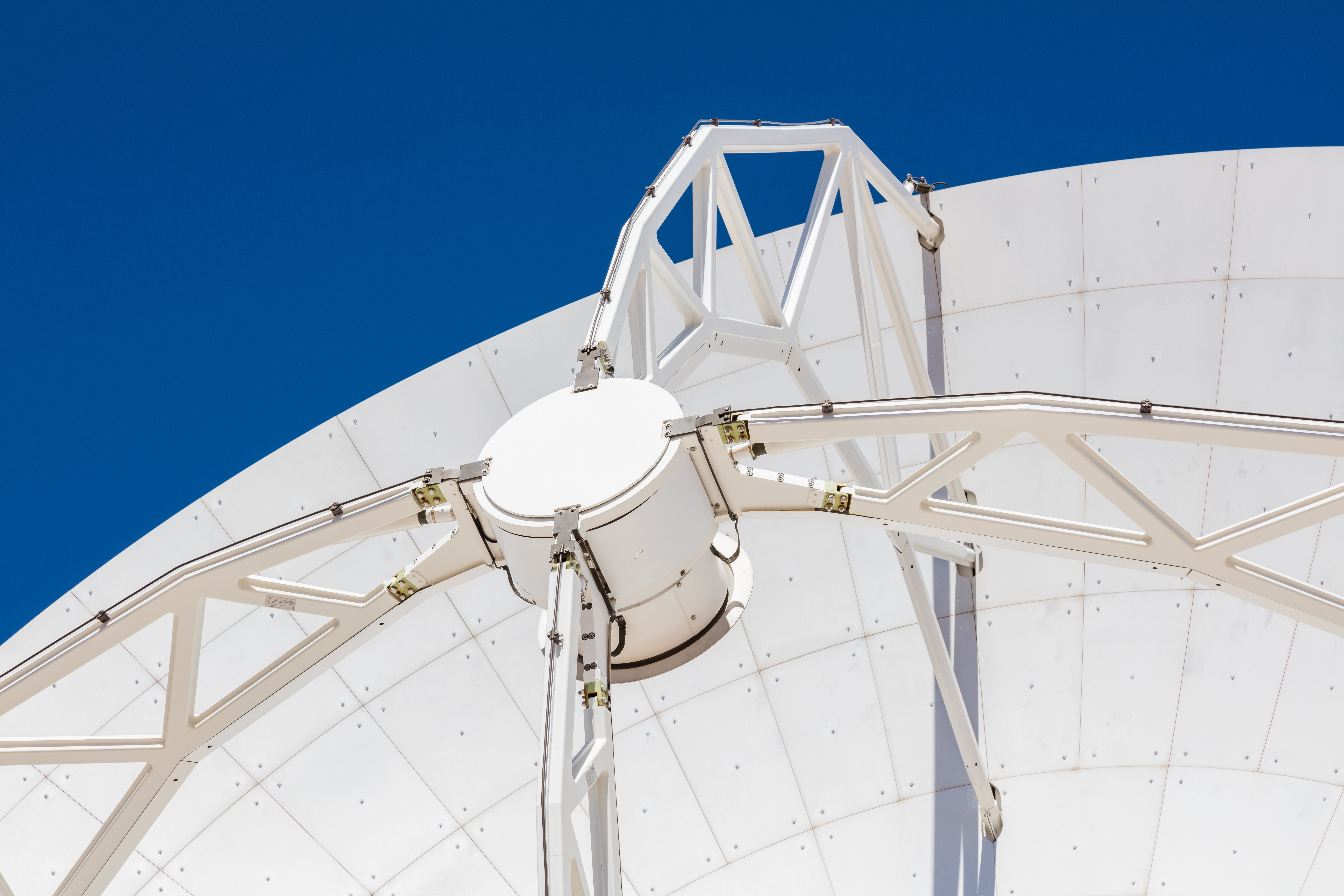
Detalle de un radiotelescopio en el Observatorio espacial ALMA, Atacama, Chile.

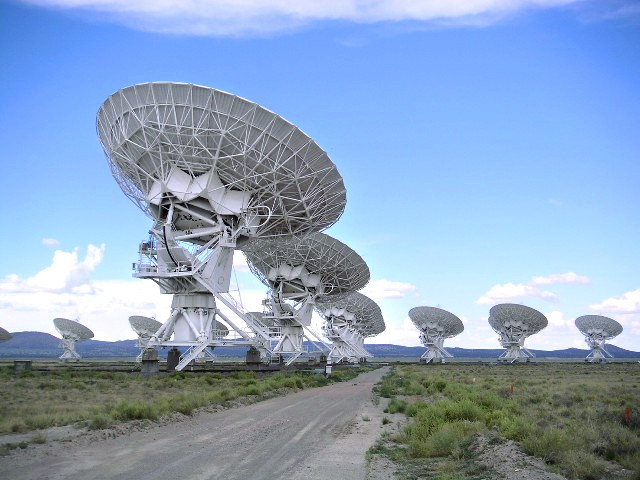
El Very Large Array. Como muchos otros telescopios, este es una matriz interferométrica formada por muchos telescopios más pequeños.

El primer radiotelescopio fue la antena de 30 metros construida por Grote Reber en 1956 que fue construida en el patio de su casa.[cita requerida] A principios de los años 1940 el Interferómetro Cambridge realizó un análisis del cielo que dio lugar a los famosos mapas 2C y 3C de fuentes de radio. A fines de los años 50 el radiotelescopio de una sola antena más grande del mundo era el telescopio de 76 metros en el Observatorio Jodrell Bank en la Universidad de Mánchester,[cita requerida] puesto en funcionamiento a finales de 1957. Este fue el último de muchos radiotelescopios construidos a mediados del siglo XX y ha sido superado por telescopios y conjuntos de telescopios más modernos.
Modelos
(GTM) (Inglés: Large Millimeter Telescope, o LMT) es el radiotelescopio más grande del mundo en su rango de frecuencia, y fue construido para observar ondas de radio en la longitud de onda de 1 a 4 milímetros. El diseño contempla una antena de 80 metros de diámetro y un área de recolección de 2000 m². Está localizado en lo alto del volcán Sierra Negra (aproximadamente a 4,600 m s. n. m.), que se encuentra junto al Pico de Orizaba, el pico más alto de México ubicado entre los estados de Puebla y Veracruz.
El GTM es un proyecto binacional mexicano (80 %) - estadounidense (20 %) del Instituto Nacional de Astrofísica, Óptica y Electrónica (INAOE) y la Universidad de Massachusetts en Amherst.
El radiotelescopio individual más grande del mundo es el RATAN-600 (Rusia) consistente en 895 reflectores rectangulares dispuestos en un círculo de 576 metros de diámetro). El radiotelescopio más grande de Europa es la antena de 100 metros de diámetro situada en Effelsberg, Alemania, que además fue el telescopio totalmente móvil más grande durante 30 años, hasta que se inauguró el Green Bank Telescope en el 2000. El radiotelescopio más grande de los EE. UU. hasta 1998 era el Big Ear de la Universidad Estatal de Ohio.[cita requerida] El tamaño típico de una antena de radiotelescopio es de 25 metros. Hay docenas de radiotelescopios de dimensiones similares funcionando en radio observatorios de todo el mundo.
El radiotelescopio más conocido (a pesar de que no es móvil) probablemente sea el radiotelescopio de Arecibo, situado en Arecibo, Puerto Rico.
Otro radiotelescopio muy conocido es el Very Large Array (VLA), en Socorro, Nuevo México. Este telescopio es un array interferométrico compuesto por 27 antenas.[cita requerida]
El mayor conjunto de radiotelescopios existente en el 2007 es el GMRT. 
Otro conjunto aún más grande, el 'LOw Frequency ARray' (LOFAR), está en construcción en Europa occidental (Holanda y Alemania), formado por 25 000 pequeñas antenas distribuidas en un área de varios cientos de kilómetros de diámetro.[cita requerida]

## Objetivos
La parte de la astronomía dedicada a las observaciones a través de radiotelescopios se denomina radioastronomía.
Muchos objetos celestes, como los púlsares o galaxias activas (como los cuásares) emiten radiaciones de radiofrecuencia y son por ello más "visibles", o incluso solo visibles en la región de radio del espectro electromagnético. Examinando la frecuencia, potencia y tiempos de las emisiones de radio de estos objetos, los astrónomos son capaces de ampliar nuestra comprensión del Universo.
Los radiotelescopios también se utilizan en ocasiones en proyectos como SETI y en el seguimiento de vuelos espaciales no tripulados (véase Deep Space Network).